# Waterloo (sång)
"Waterloo" är en poplåt som ursprungligen spelades in av den svenska popgruppen Abba och finns i svenskspråkig, engelskspråkig, franskspråkig och tyskspråkig version med gruppen. Sången är skriven av Benny Andersson, Stikkan Anderson och Björn Ulvaeus. Inspelningen av "Waterloo" påbörjades i Stockholm i december 1973. En tidig demoinspelning av melodin hade arbetsnamnet "Honey Pie".
Texten till "Waterloo" har kärlekstema och jämförelser görs med slaget vid Waterloo 1815. Sångens jag-person får ge sig för en romans, vilket jämförs med hur Napoleon Bonaparte fick ge sig vid Waterloo.

## Melodifestivalen och Eurovision Song Contest 1974
Abba framförde "Waterloo" i Melodifestivalen lördag 9 februari 1974. Efter omröstningen stod bidraget som vinnare med 302 poäng, medan andraplacerade "Min kärlekssång till dig" med Lasse Berghagen fick 211 poäng. "Waterloo" blev därmed Sveriges bidrag i Eurovision Song Contest 1974, vilken avgjordes i The Dome i Brighton, Storbritannien, lördag 6 april 1974. "Waterloo" var inte Abbas självklara val för Melodifestivalen, då de en tid valde mellan "Waterloo" och "Hasta Mañana", men bestämde sig slutligen för att framföra den förstnämnda.
Österrikiska TV-bolaget ORF sände tävlingen utom medverkan och hade anordnat en egen telefonomröstning där tittarna fick ringa in och meddela sitt favoritbidrag under sändning. Sverige seglade snabbt upp som favorit inför den egentliga omröstningen följt av Nederländerna, Italien, Storbritannien och Israel. 
"Waterloo" vann Eurovision Song Contest med 24 poäng, före Italiens "Si" med Gigliola Cinquetti, som slutade på 18 poäng. Efter sändningen intervjuades textförfattaren Stikkan Anderson i svensk TV:s nyheter och fick då frågan varför han skrivit en text om ett slag där tiotusentals människor dog. Anderson svarade att frågan var cyniskt ställd och att "Waterloo" används i symbolisk mening i texten. 
I samband med Eurovision Song Contests 50-årsjubileum 2005 framröstades "Waterloo" av de europeiska TV-tittarna som den bästa Eurovision-låten under tävlingens 50 första år.

## Olika språkversioner och singelskivor
Abba lanserade "Waterloo" på singelskiva våren 1974 och namngav sitt andra album efter sången. På den svenska versionen av albumet finns både den svenskspråkiga och den engelskspråkiga versionen med. Den svenska versionen av melodin låg på Svensktoppen i 11 veckor under perioden 24 mars-2 juni 1974 och de första sju veckorna låg den etta . Den engelskspråkiga versionen låg etta på hitlistan i Storbritannien i två veckor. På Billboardlistan i USA klättrade den engelska versionen till sjätte plats. 

### Lista
Följande placeringar avser den engelskspråkiga versionen av singeln "Waterloo". 
| Lista (1974)   | Topplacering |
| -------------- | ------------ |
| Australien     | 4            |
| Belgien        | 1            |
| Finland        | 1            |
| Frankrike      | 3            |
| Irland         | 1            |
| Italien        | 14           |
| Nederländerna  | 2            |
| Norge          | 1            |
| Nya Zeeland    | 3            |
| Rhodesia       | 2            |
| Schweiz        | 1            |
| Spanien        | 3            |
| Storbritannien | 1            |
| Sverige        | 3            |
| Sydafrika      | 1            |
| USA            | 6            |
| Västtyskland   | 1            |
| Österrike      | 2            |

## Övrigt
- 1974 spelade både Ami Aspelund och Seija Simola in "Waterloo" med finsk text, skriven av Simola.
- 1974 spelade den danska duon Lecia & Lucienne in "Waterloo" med dansk text, överatt av Gustav Winckler.
- 1977 framförde Abba "Waterloo" vid världsturnén i Europa och Australien, som filmades och resulterade i långfilmen Abba – the Movie samma år.
- 1979-1980 framförde Abba "Waterloo" som extranummer vid sin sista världsturné.
- "Waterloo" ingår inte i musikalen Mamma Mia!, men brukar framföras som avslutning på föreställningen, utanför handlingen. Den avslutar även filmen Mamma Mia! från 2008, men finns inte med i det officiella soundtracket.
- Den engelska versionen förekommer i avsnittet "Mother Simpson" i den tecknade TV-serien The Simpsons.
- Sången är med på soundtracket till filmen Muriels bröllop (1994).
- Den svenska hårdrocksgruppen Black Ingvars spelade in en cover på den svenskspråkiga versionen på sitt album Schlager Metal (1998).[8]
- Den 12 december 2006 spelade NASA sången som väckning för Christer Fuglesang under rymduppdraget STS-116.
- 2006 spelade den finska a cappella-gruppen Rajaton in "Waterloo".
- Estniska Lenna Kuurmaa och Tanel Padar har spelat in "Waterloo" med estnisk text.